# Rotherhithe-Tunnel

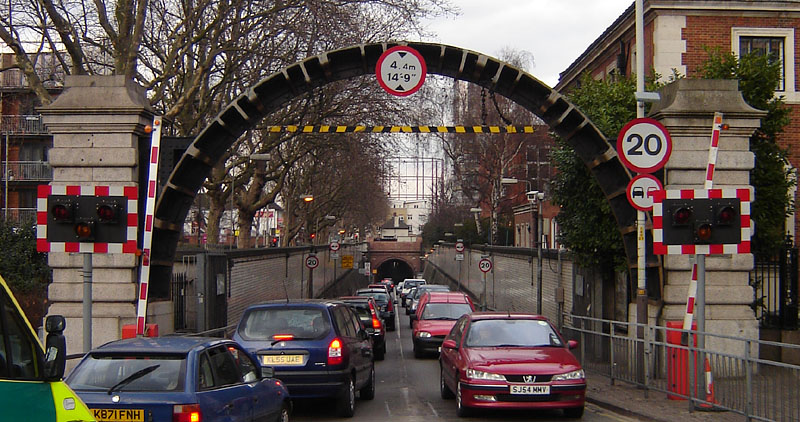
Südlicher Tunneleingang im Februar 2006

Der Rotherhithe-Tunnel [ˈrɒðəhaɪð] ist ein Tunnel in London. Er ist 1481 m lang, unterquert die Themse und verbindet die Stadtteile Limehouse und Rotherhithe miteinander. Der Tunnel dient dem Straßenverkehr und bildet einen Teil der Hauptstraße A101. Eröffnet wurde er 1908 durch den damaligen Prince of Wales, den späteren König Georg V.

## Bau
Entworfen wurde der Tunnel von Maurice Fitzmaurice, dem Chefingenieur des London County Council. Dieses hatte den Bau 1900 mit der Verabschiedung eines Gesetzes beschlossen, dem Thames Tunnel (Rotherhithe and Ratcliff) Act, trotz erheblicher Opposition der Anwohner. Rund 3000 Menschen mussten wegen der Bauarbeiten umgesiedelt werden.
Die Bauarbeiten begannen 1904. Durchgeführt wurden sie von Ingenieur Edward H. Tabor und dem Unternehmen Price and Reeves, die Kosten betrugen rund 1 Million Pfund. Der Tunnel entstand teils durch Schildvortrieb, teils durch offene Bauweise errichtet. Bei den heutigen Eingangsbögen handelt es sich um den Rand des Bohrschilds der damals eingesetzten Tunnelbohrmaschine, der einen Durchmesser von 9,35 Metern hatte und damit das Lichtraumprofil vorgab.

## Merkmale des Tunnels
Der Rotherhithe-Tunnel besteht aus einer 1481 m langen Tunnelröhre mit einer zweispurigen Straße. Die maximale Tiefe unter der Erdoberfläche beträgt 23 m. Vier Schächte wurden errichtet, um die Bauarbeiten zu erleichtern und um der Entlüftung zu dienen. Die beiden Schächte direkt am Flussufer erhielten eine Wendeltreppe, um Fußgängern den Zugang zu ermöglichen. Beide sind mittlerweile geschlossen und der einzige Zugang für Fußgänger besteht bei den beiden Tunnelportalen.
Fahrzeuge erreichen den Tunnel über Rampen, die nach oben offen sind und deren Mauern mit Ziegelsteinen verkleidet sind. Nach den Tunnelportalen folgt ein kurzer Abschnitt, der in offener Bauweise errichtet wurde. Der gebohrte Tunnelteil zwischen den Schächten 1 und 4 misst 1125 m und ist mit gusseisernen Segmenten verkleidet. Während des Tunnelbaus hieß es, der Rotherhithe-Tunnel sei „der längste existierende Tunnel unter einem Gewässer“.
Der Rotherhithe-Tunnel wurde ursprünglich geplant, um den Fußgänger- und Pferdekutschenverkehr zwischen den Docks beidseits des Flusses aufzunehmen. Aus diesem Grund weist er einige besondere Merkmale auf. Die Straße ist relativ eng, die beiden Fahrspuren sind nur je 2,4 m breit, die Gehsteige auf beiden Seiten zwischen 1,20 m und 1,80 m. Die Steigung der Tunnelrampen beträgt lediglich 2,8 %, um den nichtmotorisierten Verkehr zu bewältigen. An den Stellen, wo der Tunnel unter den Fluss gelangt, befinden sich relativ enge Kurven. Dies sollte verhindern, dass die Pferde zu früh das Tageslicht am anderen Ende erblickten und deshalb möglicherweise durchgingen.
Andererseits behindert diese an die Bedürfnisse von Pferdekutschen angepasste Streckenführung den motorisierten Fahrzeugverkehr der heutigen Zeit. Große Fahrzeuge können die engen Kurven nicht ohne weiteres passieren und dürfen deshalb den Tunnel nicht benutzen. Es gilt eine Geschwindigkeitsbegrenzung von 20 mph (32 km/h), die ständig mit Kameras überwacht wird. Eine Studie im Jahr 2003 stufte den Rotherhithe-Tunnel aufgrund der mangelhaften Sicherheitsmaßnahmen als zehntgefährlichsten Tunnel Europas ein. Da die Portale nahe beim Flussufer liegen, ist der Tunnel hochwassergefährdet. Beispielsweise wurde er beim Hochwasser im Januar 1928 vollständig geflutet.

## Benutzung
Wie die übrigen Tunnels und Brücken in London bewältigt auch der Rotherhithe-Tunnel heute weit mehr Verkehr, als bei den Planungen vorhergesehen wurde. Bereits kurz nach Eröffnung befuhren ihn 2600 Fahrzeuge pro Tag. 1955 betrug die Frequenz 10.500 Fahrzeuge täglich, 2005 über 34.000. Insbesondere während der Hauptverkehrszeit bilden sich in der Umgebung der Tunnelportale lange Staus.
Radfahrern ist die Benutzung des Tunnels zwar erlaubt, was aber aufgrund der Abgase und des starken Verkehrsaufkommens als gefährlich gilt. Alternativen sind die Tower Bridge im Westen oder der Greenwich-Fußgängertunnel im Osten. Auch Fußgänger können den Tunnel benutzen, allerdings machen pro Tag nur rund 20 davon Gebrauch. Eine weitere Möglichkeit, in diesem Bereich auf die andere Seite des Flusses zu gelangen, ist die East London Line. Der Bahnhof Rotherhithe befindet sich unmittelbar beim südlichen Tunnelportal; der am nächsten gelegene Bahnhof auf der Nordseite ist Wapping.

## A101 road
1922 wurde die A101 road als durch den Tunnel führende Straße samt der Zulaufstrecken festgelegt. Sie verbindet die A13 road mit der A200 road.